# 渕野俊太
渕野 俊太（ふちの しゅんた、1957年11月7日 - ）は、日本の俳優。佐賀県出身。

## 来歴
駒澤大学卒業。演技を初期のニナガワ・スタジオで学び、『王女メディア』『ハムレット』『リア王』などに出演。
その後、平幹二朗に師事。主な出演作品は『樅の木は残った』『冬物語』『グリークス』『鹿鳴館』『ドレッサー』『獅子を飼う』など。クリームインターナショナルに所属した。

## 出演

### テレビ
- 幕末青春グラフィティ 坂本竜馬 （日本テレビ、1982年） - 大石団蔵役
- 新大江戸捜査網 第7話「鬼同心獄中の標的」（テレビ東京、1984年5月19日） - 古川源吾役
- 光戦隊マスクマン（1987年-1988年、テレビ朝日） - 盗賊騎士キロス役
- いつも誰かに恋してるッ（1990年、フジテレビ）
- 太平記（1991年、NHK） - 万里小路季房役
- 月曜・女のサスペンス「愛がこわれる時」（1991年11月4日、テレビ東京 / Protx / クリームインターナショナル）
- 月曜・女のサスペンス「殺意の滝・愛が憎しみに変わる時」（1992年6月29日、テレビ東京 / Protx / クリームインターナショナル）
- 信長 KING OF ZIPANGU（1992年、NHK） - 斎藤利三役
- 金曜エンタテイメント「松本清張スペシャル・Dの複合」（1993年9月10日、フジテレビ）
- 時代劇スペシャル 仕掛人 藤枝梅安 対決 （1993年10月6日、フジテレビ） - 田島一之助役
- 月曜ゴールデン「浅見光彦シリーズ22・佐用姫伝説殺人事件」（2006年、TBS）

### 映画
- Wの悲劇（1984年12月15日公開）森安役
- 幕末青春グラフィティ Ronin 坂本竜馬（1986年1月25日公開）菅野覚兵衛役
- 修羅雪姫（2001年12月15日公開）
- あずみ2 Death or Love (2005年3月12日公開)　慎太郎役[3][4]

### 舞台
- 剣客商売 （明治座、2008年） - 長次役
- ヘンリー六世 （新国立劇場、2009年、演出：鵜山仁） - モンタギュー候役[5]